# Isla Gran Barrera
La isla Gran Barrera (Great Barrier Island) se encuentra ubicada a 88 km al noreste de Nueva Zelanda, frente al Golfo de Hauraki. Su nombre en maorí es Aotea, que significa nube blanca. 
Tiene una longitud de 35 km de norte a sur. La entrada al golfo se realiza por dos canales, ubicados uno a cada lado de la isla: al sur, el canal Colville la separa del cabo Colville, situado en el extremo norte de la península de Coromandel, y el canal Cradock separa esta isla de otra menor llamada isla Barrera Chica, ubicada al oeste. 
Ocupa un área de 285 km², siendo la cuarta de mayor superficie en Nueva Zelanda, luego de la isla Sur, la Norte e  isla Stewart. Tiene una población permanente de aproximadamente 850 habitantes (2006), la mayoría en zonas costeras como Puerto Fitzroy y Okupu. El mayor asentamiento de esta isla se encuentra en el puerto Tryphena, al sur de la isla. La población ha aumentado en los últimos años junto con el valor de las propiedades.
Hay 3 escuelas primarias en la isla, aunque no existen colegios secundarios, por lo que los estudiantes deben cursar sus estudios secundarios en las islas principales o hacerlo por correspondencia.
A pesar de que la isla técnicamente forma parte de Auckland, tiene en común con otras de las islas cierta flexibilidad en las normas que regulan las actividades cotidianas.  Por ejemplo, los servicios de transporte público de las islas Gran Barrera, Chatham y Stewart están exentos de las regulaciones en la sección 70C del Acta de Transporte de 1962 (que estipula que los choferes deben llevar un registro de sus horas de trabajo). Los conductores sujetos a la sección 70B deben, no obstante, llevar algún tipo de registro de sus horas de trabajo.